# M84 stun grenade
La M84 stun grenade, anciennement XM84, est une grenade à main incapacitante (en anglais : flashbang). C'est la version actuelle utilisée par l'armée de terre des États-Unis.

## Description
Cette grenade contient un mélange d'ammonium et de magnésium. Après explosion, elle émet un éclair aveuglant de 6 à 8 millions de candelas et un son de 170 décibels. L'exposition à la grenade, peut, sans protections auditives et lunettes de protection, conduire à une cécité temporaire, le saignement de l'oreille, de l'acouphène, de l'hyperacousie et de la surdité. Le personnel exposé est désorienté, confus, peut avoir une perte de coordination et d'équilibre, et une diminution de la résistance à des commandes verbale simples. La M84 est classée comme une arme non létale.
Elle est conçue pour être jetée dans des espaces clos pour distraire et pour mettre temporairement hors de combat le personnel ennemi, dans le but d'en faciliter la capture, ou lorsque le risque de dommages collatéraux pendant des combats urbains ou lors de prise d'otages contrevient à l'emploi traditionnel de grenades destructrices et meurtrières. La doctrine de l'armée américaine  appelle la M84 à être déployée « dans des immeubles et pièces, lorsque la présence de personnel non-combattant est probable ou attendue, et l'assaut tente de réaliser la surprise ».

## Conception

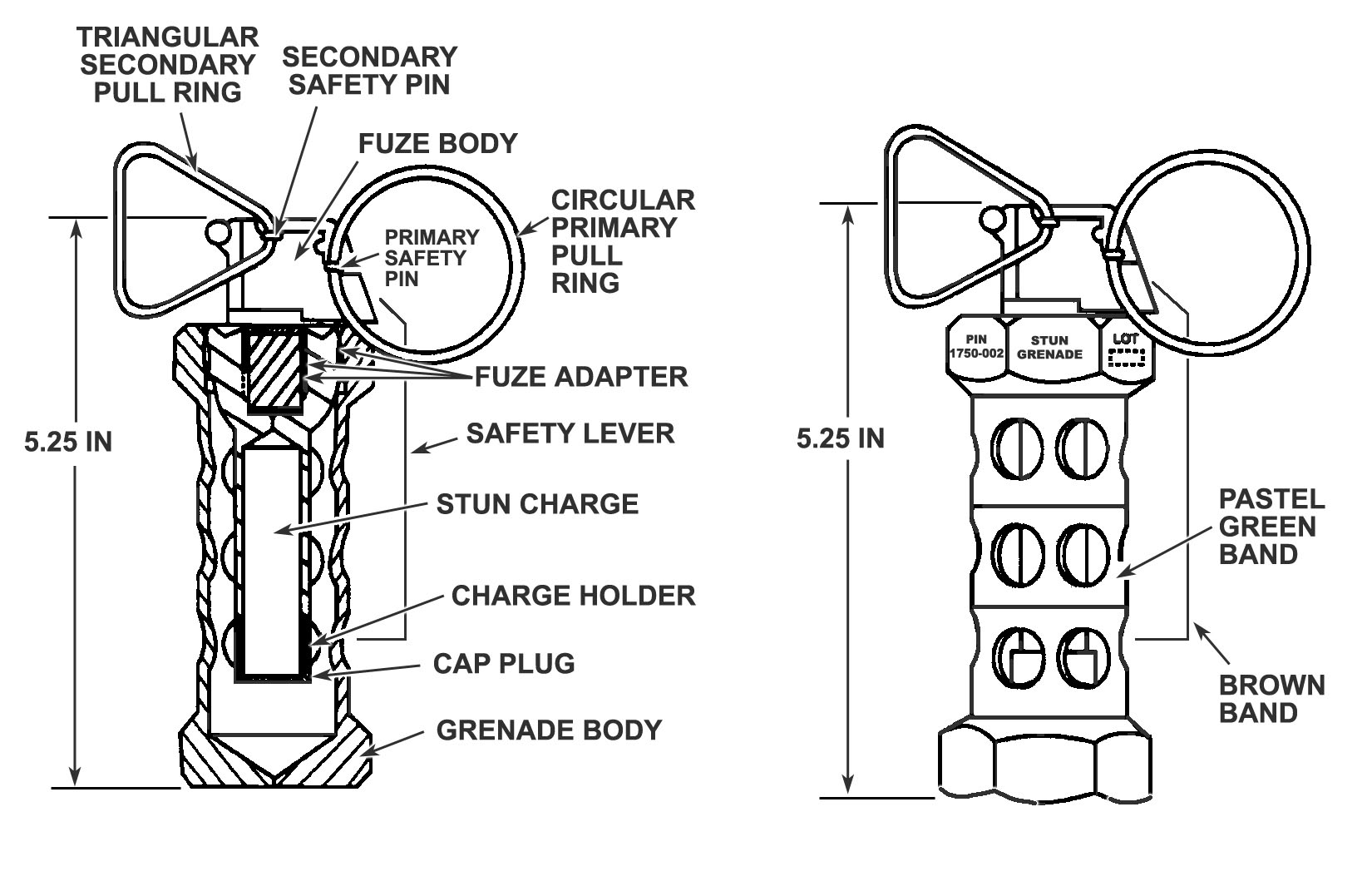
Schéma de la M84 stun grenade.

La M84 dispose d'une charge pyrotechnique à base de magnésium chargée à l'intérieur d'un boîtier en aluminium mince, contenue dans un corps d'acier perforé.
Contrairement aux explosifs traditionnels, la charge pyrotechnique produit une déflagration subsonique, et non une détonation supersonique, en minimisant les effets de souffle. Initialement, le boîtier en aluminium intérieur est destiné à être consumé par le composé pyrotechnique, avec seulement les éléments visuels et auditifs de la déflagration pouvant s'échapper par les perforations du corps de fonte. Cette conception réduit au maximum le risque de dommages collatéraux dus à la flamme, l'explosion et les fragments non consumés du boîtier intérieur.
Toutefois, bien que la M84 soit généralement incapable d'enflammer du papier ou du tissu, elle peut toujours enflammer des liquides extrêmement inflammables ou des vapeurs (comme de l'essence concentrée ou des fumées d'éther) dans la région immédiate de la grenade.

## Production
Le United States Army TACOM Life Cycle Management Command (en) a attribué, le 23 septembre 2004, un contrat de 5 327 304 dollars américains à la société Universal Propulsion Company Inc., une filiale de Goodrich Corporation, situé à Phoenix (Arizona), pour la production de 68 000 M84, qui devait être achevée au 23 avril 2006.
Un autre contrat a été passé le 24 juillet 2007 à la même société, d'un montant de 6 547 874 dollars pour un lot de 225 M84 de présérie pour des tests à 150,51 dollars pièce, 68 725 M84 de série à 71,25 dollars l'unité (Le coût à l'unité varie selon la quantité produite, une commande de 5 000 à 20 000 grenades étant facturé à 75,43 $ pièce), 1 990 corps bleus inertes M102 à 20,52 $ (coût unitaire allant de 18,56 $ pour plus de 6 501 unités à 25,38 $ pour un lot de 500 à 2 000) et 29 877 grenades d'exercice M240 à 50,93 $ l'unité .

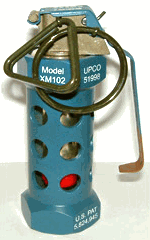
Modèle d'entraînement de la grenade incapacitante M84.

## Grenade d'entrainement
Il existe une grenade d'entrainement, la M102 Reloadable Stun Practice Hand Grenade (RSPHG), conçue par le U.S. Army Tank-Automotive and Armaments Command et produite par la Universal Propulsion Company Inc., qui se compose d'une cartouche rechargeable M240 et d'un corps bleu inerte. Elle est rechargeable un minimum de 25 fois.
Elle offre des caractéristiques réalistes de la M84 pour aider à la formation des missions telles que le sauvetage d'otages ou la capture de criminels, de terroristes ou d'autres adversaires.